# Pavillon de verre
Le Pavillon de verre est une des salles d'exposition du Louvre-Lens, à Lens, dans le bassin minier du Nord-Pas-de-Calais, en France.
À la différence des deux autres espaces d'exposition qui sont dans des bâtiments sans ouvertures, le Pavillon de verre est entièrement vitré et transparent. Avec une surface de 1 000 m2, c'est le plus petit des trois. Il est utilisé pour des expositions complémentaires à celles de la Grande galerie.

## Bâtiment
Avec une surface de 1 000 m2, le Pavillon de verre est le plus petit espace d'exposition du Louvre-Lens. À la différence de la Galerie des expositions temporaires et de la Grande galerie qui ne disposent pas de fenêtres, le Pavillon de verre est entièrement vitré et transparent. Il donne un point de vue sur la fosse no 11 - 19 des mines de Lens et ses terrils, les cités de la fosse no 9, ainsi que sur le stade Bollaert-Delelis.

Le Pavillon de verre à l'occasion de l'exposition Le Temps à l'œuvre en 2013
La première et la deuxième salle vues depuis l'entrée.
La première salle.
La troisième salle.
La troisième et la deuxième salle.

## Expositions
Le Pavillon de verre accueille chaque année une exposition temporaire, venant en complément de l'exposition principale de la Grande galerie : La Galerie du temps.
- Le Temps à l'œuvre du 4 décembre 2012 au 21 octobre 2013[B 1] ;
- Voir le sacré du 5 décembre 2013 au 21 avril 2014[2].